# 1924 Horus
1924 Horus è un asteroide della fascia principale del diametro medio di circa 12,28 km. Scoperto nel 1960, presenta un'orbita caratterizzata da un semiasse maggiore pari a 2,3397801 UA e da un'eccentricità di 0,1310841, inclinata di 2,72944° rispetto all'eclittica.
L'asteroide è dedicato all'omonima divinità della mitologia egizia.